# Bătălia de la Dubravnița
Bătălia de la Dubravnița a fost o bătălie în vara lui 1380 sau decembrie 1381, pe râul Dubravnița lângă Paraćin, în centrul statului modern Serbia, între forțele sârbe ale cneazului Lazăr al Serbiei conduse de comandanții Vitomir și Crep și invadatoarii otomani ai sultanului Murad I.
Lupta a fost prima mențiune istorică a oricărei mișcări otomane pe teritoriul cneazului Lazăr. După această luptă nu există nicio sursă a vreunei ostilități între Lazăr și turci până în 1386. Armata sârbă a ieșit victorioasă, deși detaliile despre luptă sunt rare. Victoria a încetinit temporar cucerirea otomană a Balcanilor.

## Legături externe
- www.deremilitari.org Arhivat în 12 decembrie 2009, la Wayback Machine.
- www.scribd.com